# دومنیک واینشتاین
دومنیک واینشتاین (انگلیسی: Domenic Weinstein؛ زادهٔ ۲۷ اوت ۱۹۹۴) دوچرخه‌سوار اهل آلمان است.
وی در مسابقات کشوری و بین‌المللی در مجموع برندهٔ ۱ مدال نقره، ۱ مدال برنز شده‌است.